# Kyōsuke Tagawa
Kyōsuke Tagawa (jap. 田川 亨介 Tagawa Kyōsuke; * 11. Februar 1999 in Isahaya, Nagasaki) ist ein japanischer Fußballspieler.

## Karriere

### Verein
Kyōsuke Tagawa erlernte das Fußballspielen in Ardito und schloss sich dann der Jugendmannschaft von Sagan Tosu an. Hier unterschrieb er 2017 auch seinen ersten Profivertrag. Der Verein aus Tosu, einer Stadt in der Präfektur Saga auf der Insel Kyūshū, spielte in der höchsten japanischen Liga, der J1 League. Bis Ende 2018 absolvierte er für Tosu 47 Erstligaspiele. Anfang 2019 unterschrieb er einen Vertrag beim Ligakonkurrenten FC Tokyo. Die erste Mannschaft spielte ebenfalls in der ersten Liga, die U23-Mannschaft spielte in der dritten Liga, der J3 League. In der U23-Mannschaft bestritt er sechs Spiele. In der ersten Mannschaft stand er zwölfmal auf dem Spielfeld. 2019 wurde er mit dem Klub Vizemeister und im Finale um den J.League Cup 2020 besiegte man Kashiwa Reysol mit 2:1. Im Januar 2022 wurde Tagawa dann für anderthalb Jahre an den portugiesischen Erstligisten CD Santa Clara verliehen.
Danach wechselte Tagawa zum schottischen Erstligisten Heart of Midlothian. Im August 2024 wechselte Tagawa zurück nach Japan zum Erstligisten Kashima Antlers.

### Nationalmannschaft
Kyōsuke Tagawa spielte 2017 sechsmal in der japanischen U-20 sowie 2018 für die U-21. Sein Länderspieldebüt für die A-Nationalmannschaft gab er am 10. Dezember 2019 bei der Ostasienmeisterschaft im Spiel gegen China im Busan-Gudeok-Stadion. Vier Tage später traf er dann beim 5:0-Sieg über Hongkong erstmals für seine Mannschaft. Von 2020 bis 2021 kam er noch fünf Mal für die U-23-Auswahl zum Einsatz.

## Erfolge
- Japanischer Pokalsieger: 2020